# Pascual Agulló
Pascual Agulló y Just fue un escultor español.

## Vida y obras
Discípulo de Carlos José Cloostermans, fue designado académico supernumerario de la Real Academia de Bellas Artes de San Carlos de Valencia, en la que también desempeñó la plaza de segundo director de escultura.
Entre sus obras destacan Los símbolos de los Evangelistas, una estatua de san Cayetano y otra de san José y un bajorrelieve.